# Carlyto Lassa
Carlyto Lassa (né Charles Ndombasi Lassa le 15 janvier 1961) est un artiste musicien et auteur-compositeur-interprète congolais,.